# Vol Alitalia 771
Le 8 juillet 1962 (0 h 10 heure locale), le Douglas DC-8 assurant le vol Alitalia 771, un vol international régulier multi-étapes reliant le segment entre Bangkok, en Thaïlande, et Bombay (Mumbai), en Inde, s'écrase contre un colline près de Junnar, à 84 km de sa destination, tuant les 94 personnes présentes à bord. 
Il était commun d'avoir plusieurs escales dans les années 60 notamment pour faire le plein de kérosène, ainsi le vol avait décollé de Sydney en Australie avec une première escale à Darwin, puis Bangkok. Le Douglas DC-8 devait par la suite atteindre Bombay (Mumbai), Karachi (Pakistan), Téhéran (Iran) et finalement Rome (Italie) .

## Avion
L'aéronef impliqué était un Douglas DC-8-43, construit en 1962 et immatriculé I-DIWD (numéro de série 45631/160). Au moment de l'accident, cette avion totalisait seulement 964 heures de vol auprès d'Alitalia ; le commandant de bord avait signé le dernier certificat de maintenance deux jours auparavant. L'avion était équipé d'un récepteur de navigation VHF, d'un récepteur d'alignement de descente, d'un récepteur de radioborne Marker, d'un récepteur ADF, d'un récepteur LORAN, d'un radar Doppler et d'un transpondeur ; mais il n'était pas équipé d'enregistreurs de vol.
Aucun problème mécanique n'a été signalé et le centre de gravité et le poids du DC-8 étaient dans les paramètres autorisés.

## Équipage
Neuf membres d'équipage étaient à bord. Le personnel navigant technique (PNT) était composé de :
- Le commandant de bord, Luigi Quattrin (50 ans), était pilote depuis 1939. Il totalisait 13 700 heures de vol, dont 1 396 heures sur Douglas DC-8. Il avait auparavant effectué la liaison Rome-Bombay sur Douglas DC-6 et Douglas DC-7, mais sans aller jusqu'à Bangkok. Lors du vol de familiarisation pour la liaison Bangkok-Bombay, exigé par Alitalia pour qu'il soit autorisé à effectuer cette liaison en tant que commandant de bord, il a effectué la liaison vers Bangkok via Téhéran-Karachi-Bombay.
- Le copilote, Ugo Arcangeli (33 ans), était pilote depuis 1956. Il cumulait 3 480 heures de vol, dont 1 672 heures en tant que copilote sur DC-8.
- L'ingénieur de vol, Luciano Fontana (31 ans), comptait 4 070 heures de vol, dont seulement 386 heures sur DC-8.

Les six autres membres de l'équipage étaient des agents de bord. Le commandant de bord et le copilote étaient tous deux des pilotes qualifiés, mais aucun pilote indépendants ne faisait partie de l'équipage.

## Enquête
Les enquêteurs ont déterminé que des erreurs de navigation avaient induit les pilotes en erreur sur leur position réelle, les amenant à entamer trop tôt leur descente vers l’aéroport de Bombay. Cette erreur entraina une descente prématurée de la procédure d'approche directe, effectuée aux instruments et de nuit, conduisant à un impact sans perte de contrôle .
Les causes secondaires de l'accident du vol 771 ont été citées comme suit par l'Organisation de l'aviation civile internationale (OACI) :
- le manquement de l'équipage à utiliser les différents moyens de navigation disponibles pour déterminer la position exacte de l'avion.
- le non-respect de l'altitude minimale de sécurité prescrite pour cette approche.
- la méconnaissance de l'équipage concernant la présence du relief sur le trajet du vol, qui n'était pas indiquer sur les cartes de navigations.